# Claude Antoine Gaspard Riche
Claude Antoine Gaspard Riche, né le 20 août 1762 à Chamelet (Beaujolais) et mort le 5 septembre 1797 à Mont-Dore (Puy-de-Dôme),, est un naturaliste français.

## Biographie

### Origines et études
Il est le frère du géomètre Gaspard Riche, baron de Prony (1755-1839). Il fait ses études chez les Bénédictins de Thoissey (près de Lyon), avant de partir étudier la médecine à Montpellier où il obtient son titre de docteur en 1787. Il fait paraître Considérations sur la chimie des végétaux, pour servir de développement aux thèses proposées sur le même sujet au Ludovicée de Montpellier (1787).
Fin 1788, il s'installe à Paris, le centre des connaissance scientifiques de l'époque. Sentant l'influence que la Révolution va avoir sur le monde entier, il veut mettre les sciences à l'abri de la foudre révolutionnaire. Aussi, il s'associe avec Augustin-François de Silvestre (1762-1851), qui semble à l'origine de l'initiative ; Alexandre Brongniart (ami du précédent, minéralogiste, géologue, zoologiste) ; Joseph Audirac (médecin de Montpellier, probablement mort en 1790) ; Charles de Broval (parent de Nicolas-François de Broval, secrétaire des commandements du futur Philippe Égalité) ; et un certain Petit ; ensemble, les six jeunes gens fondent la Société philomathique de Paris, dont Claude Antoine devient le premier secrétaire (mais en 1792 le secrétaire en est Silvestre). Ni Félix Vicq d'Azir ni Georges Cuvier ne font partie des fondateurs : le premier y entre à l'automne 1793 et le deuxième en 1794 ou 1795.
Selon Quérard (1836), il est membre de l'académie des sciences.

### L'expédition d'Entrecasteaux
Riche participe en 1789 à l’expédition conduite par Antoine Bruny d'Entrecasteaux (1737-1793) qui tente de retrouver la trace de l’expédition de Jean-François de La Pérouse (1741-1788). Le 17 décembre 1792, son nom est donné au Cap Riche, non loin de la ville d'Esperance en Australie-Occidentale.
Il joua à bord de l'"Espérance" le rôle que joua La Billardière à bord de la "Recherche", c'est-à-dire se montra un révolutionnaire convaincu et un propagandiste ardent. Il fut donc débarqué par d'Auribeau à Java en février 1794
Après avoir été fait prisonnier par les Hollandais à Java, ceux-ci lui confisquent tous les journaux, papiers ou matériaux scientifiques collectés pendant le voyage. Il quitte Java le 3 juillet 1794, avec Willaumez, et atteint la France en août.
De retour en France, il apprit que sa fiancée a péri victime de la Révolution ainsi que toute sa famille.
Après avoir fait un voyage à Batavia (Indes néerlandaises), dans l'espoir de récupérer sa précieuse collection, et désespéré de n'avoir pu réussir, il revient en France décède le 5 septembre 1797, d'épuisement, à l'âge de trente-cinq ans.

## Hommage posthume de Cuvier
À sa mort, son ami Georges Cuvier, en brosse un portrait plein d'éloges :
« Le talent de Riche et ses qualités aimables lui concilièrent particulièrement l'estime et l'affection de deux hommes les plus remarquables de notre siècle, Fabricius et Vicq d'Azyr. Le premier ne parle encore aujourd'hui (1797) de son ami qu'avec les expressions des plus tendres regrets. Vicq-d'Azyr l'associa à ses travaux, et doit à son assiduité une bonne partie de ce qu'il a publié dans l'Encyclopédie méthodique. On peut même dire que, sans ses secours, il n'aurait peut-être pas entrepris un pareil ouvrage. Plus anatomiste et plus physiologiste que Riche, il était beaucoup moins naturaliste, et ne connaissait point assez le tableau général des êtres; il avait besoin qu'un homme en état de lui indiquer à quelles espèces il devait principalement appliquer son scalpel, le guidât dans ce labyrinthe. Daubenton l'avait fait pour les quadrupèdes et les oiseaux ; Riche le fit pour le reste. C'est lui qui est l'auteur des Tableaux méthodiques qui précèdent l'Anatomie comparée: celui où les êtres sont classés d'après leurs divers degrés de composition, et ceux qui présentent les vers et les insectes considérés sous divers rapports, durent être bien accueillis des naturalistes philosophes, et le furent en effet, dans un temps où les idées sur lesquelles ils reposent n'étaient point encore familières. Nous avons encore aujourd'hui les brouillons originaux de ces tableaux, écrits et corrigés de la main de Riche. Aussi Vicq-d'Azyr lui rendit-il toujours une justice éclatante. Il le loue plusieurs fois, dans ses écrits, et il avait coutume de dire que ce serait Riche qui le remplacerait. Il était bien loin de croire alors que ce jeune savant le suivrait de si près dans la tombe. »

## Publications
- [1787] Considérations sur la chimie des végétaux, pour servir de développement aux thèses proposées sur le même sujet au Ludovicée de Montpellier, Avignon, impr. T. Domergue, 1787, 145 p., sur books.google.fr (lire en ligne).